# Calanthe mcgregorii
Calanthe mcgregorii är en orkidéart som beskrevs av Oakes Ames. Calanthe mcgregorii ingår i släktet Calanthe och familjen orkidéer.
Artens utbredningsområde är Filippinerna. Inga underarter finns listade i Catalogue of Life.